# Volvo PV36 Carioca
Volvo PV36 Carioca är en bilmodell som introducerades av Volvo i mars 1935. Den kallas också "Carioca" i folkmun, efter en sydamerikansk dans som var populär i mitten av 1930-talet. Cariocan skiljer sig rejält från Volvos tidigare, gammalmodigt designade modeller. Detta var den första Volvo som byggdes nästan helt i stål. Volvos karossfabrik kunde ännu inte pressa hela tak i stål.

## Historia och beskrivning
Den mest slående skillnaden är den aerodynamiskt utformade karossen, som påminner starkt om Chrysler Airflow och fronten på Hupmobile Aerodynamic. I motsats till Chryslern, som hade självbärande kaross, är dock Volvokarossen byggd på traditionellt sätt. Karossen ritades av Volvos tekniske direktör Ivan Örnberg, som sedan 1909 hade arbetat inom den amerikanska bilindustrin och först efter sju års förhandlingar flyttat från Hupmobile, till Volvo. Örnberg krävde att få totalansvaret för sina konstruktioner, och Assar Gabrielsson och Gustaf Larson fick se PV36 först då det fanns en fullskalig trämodell. PV36 hade stora likheter med Hupmobiles modell Aerodynamic som lanserades redan 1933. Skälet till beteckningen "36" var att köparna redan 1935 skulle få en känsla av att de köpte "morgondagens bil".
PV36 är också den första Volvon med individuell framvagnsupphängning. EC-motorn är en uppborrad EB-motor från PV650-familjen. EC-motorn kom att bli legendarisk som den första bilmotorn från Volvo som även levererades i ett stort antal för marin- och industribruk, då i Pentautförande.
Med ett nypris på 8 500 kronor var PV36 en dyr bil och Volvo lyckades inte sälja de sista vagnarna, i en serie om 500 plus ett chassi  tillverkade, förrän i september 1938. Detta trots att man sänkte priset rejält redan 1936. Den svenska Statspolisen köpte dock 18 stycken mörkblå PV36 på sommaren 1936. Den 16 juni 1938 levererades den sista PV36 från fabriken i Lundby på Hisingen. Den bil med chassinummer 450 som gick till Sveriges ambassadör, von Heidenstam i Teheran i Iran var också den sista som såldes, sista veckan i september 1938. De flesta av produktionsseriens 500 bilar gick på export, främst till Brasilien och Grekland med flera.
Ur broschyren från 1935 kunde man läsa: "Volvo 36:an, den idealiska strömlinjevagnen. Volvo 36:an är den moderna vagnen. Med sina mjuka former och svepande linjer är den en fulländad exponent för vår tids stil, strömlinjeformen. Den är en njutning för ögat. Men dess skönhet beror ej uteslutande, eller ens huvudsakligen på dess linjers harmoni. Den är en direkt följd av dess konstruktiva fulländning. Ty den realiserar komfort och köregenskaper i en grad som man hittills aldrig uppnått. Kör den och Ni blir övertygad."
PV51 som lanserades 1936, hade samma karaktär som Cariocan, men var något större samt hade hel vind- och bakruta.

## Carioca cabriolet
Volvo byggde ett enda separat chassi (med chassinummer 81001) av PV36:an, beställt av Volvoåterförsäljaren Ernst Grauers på Brunkebergstorg i Stockholm. Den försågs med en mycket vacker cabrioletkaross av Nordbergs vagnfabrik på Tegnérgatan i Stockholm. Bilen var från början beställd av Gunnar Gahm (1888-1961), en känd väskdirektör i Stockholm och hade en tvådörrars kaross. Vagnen var invändigt klädd med ett robust hemslöjdstyg i ylle och karossen lackerades i två beige nyanser; ljusbeige upptill och en i nougatton nedtill. Bilen var leveransklar kring julen 1935, då den ställdes ut i Grauers skyltfönster. För att skapa ännu mer uppmärksamhet kring bilen, var den inslagen i cellofan med en stor rosett på. Bilen registrerades på Gahm den 4 mars 1935 med registreringsnummer A 1111, vilket den fick behålla under sin livstid.
Bilen lackerades om till en sandbeige, enfärgad kulör, under något av de sista åren på 1930-talet och 1949 lät Gahm lackera bilen i en ljusgrön färg. Denna fick bilen behålla därefter. Den 2 augusti 1951 såldes bilen till Linnea Sandberg från Enskede. Efter en kollision 1952 fick bilen en ny, mörk sufflett. År 1959 blev Motorbolaget på Lidingö ny ägare, men lämnade redan samma år bilen till Collbergs bilskrot vid Tullvaktsvägen i Stockholm. Trots detta lyckades Bo Loneux bli ägare till bilen i april 1959. Efter en bilolycka dömdes Volvon ut och skrotades denna gång av Collberg i juni 1959.

## Tekniska data
Motor:		typ EC, rak sexcylindrig sidventilsmotor
- Cylindervolym:	3670 cm3
- Borr x slag:	84,14x110 mm
- Effekt:	80-84 hk[12]

Växellåda:	3-växlad manuell, med osynkroniserad 1:a
Längd:		500 cm
Hjulbas:	295 cm
Spårvidd fram/bak:	146/143 cm
Tomvikt:	1660 kg